# 종주권
종주권(宗主權, suzerainty)은 주권과는 다른 개념으로 한 국가를 다른 나라가 속방으로 대하여 외교 정책 및 외교 관계를 통제하면서 속방의 내부 자주권을 갖도록 하는 관계이다. 이러한 국가를 종주국(宗主國, suzerain)이라 한다.

## 역사적 종주권
- 청나라(종주국)
  - 몽골
  - 티베트
  - 조선
  - 류큐국
  - 베트남
  - 미얀마
  - 태국

## 같이 보기
- 자유연합 (외교)
- 종속국
- 패권
- 제국주의
- 괴뢰 정권
- 위성국
- 사트라프
- 책봉체제
- 부속국